# 弥栄町の離村・廃村

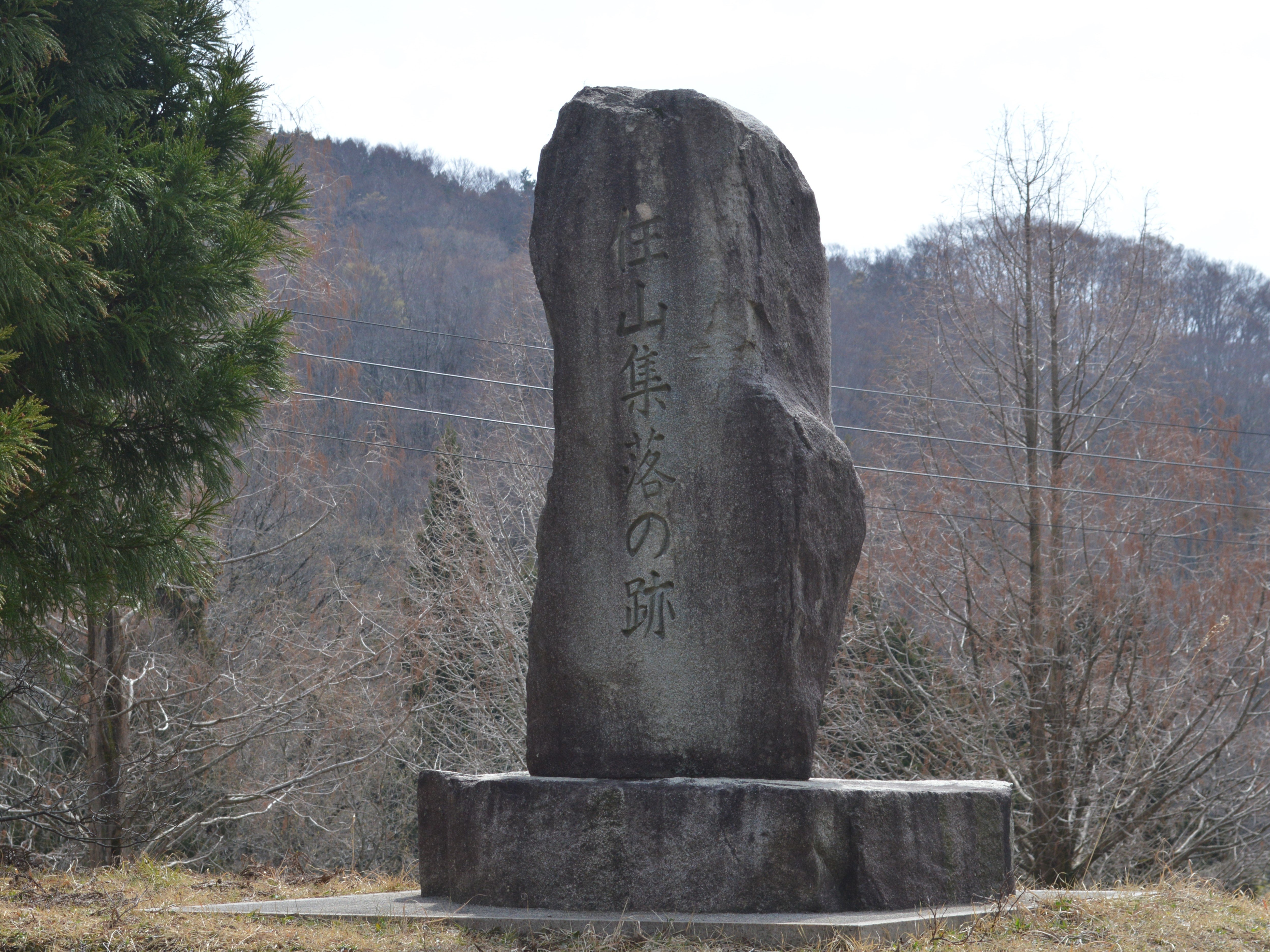
住山集落の跡碑

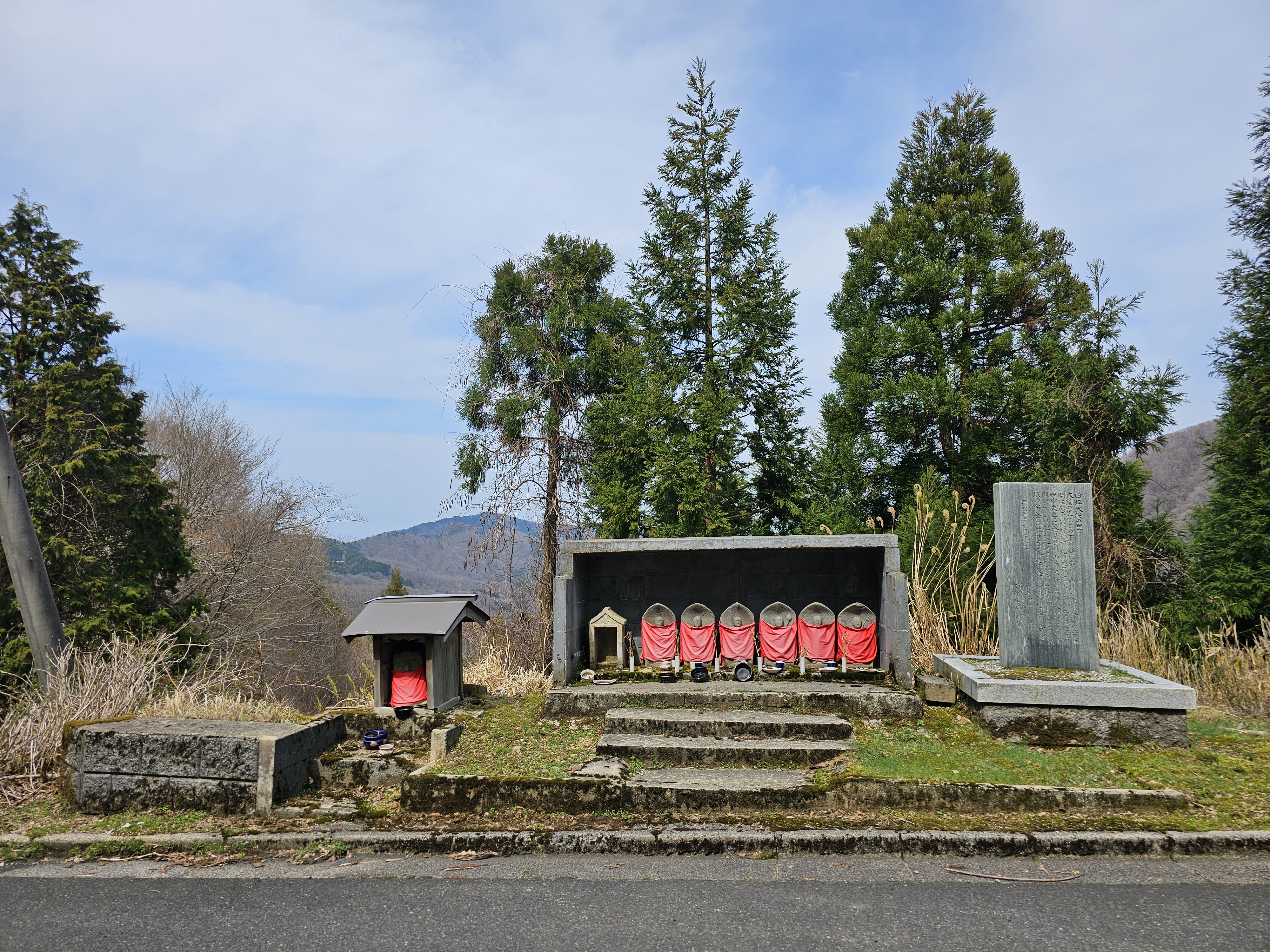
吉野と住山の間の府道沿いに建つ「田坪大段の里」廃村を記す石碑とかつて集落にあったという地蔵。この里については文献に記録は不詳。

弥栄町の離村・廃村（やさかちょうのりそん・はいそん）の項では、京都府京丹後市の旧弥栄町域における離村及び廃村集落について記す。
弥栄町及び丹後町など丹後半島の竹野川以東は、19世紀から20世紀にかけて日本で廃村が先行的に、かつ集中的に発生した地域で、京都府内でもっとも過疎化の著しい地域である。多くは1955年（昭和30年）以降の高度経済成長や1963年（昭和38年）冬の豪雪（通称：三八サンパチ豪雪）をきっかけに離村が進み、なかでも最も多くの集落が消失したことが確認されているのが弥栄町の山間部である。文字記録が一切残されていない集落もあるが、江戸時代末期から昭和期までの間で少なくとも24以上の集落が離村あるいは廃村となったことが判明している。
弥栄町を含む丹後半島の廃村傾向及び離村・廃村の要因や、丹後半島のその他地域の離村・廃村の一覧については、「丹後半島の離村・廃村」の項を参照のこと。

## 野間地域の離村・廃村
「野間地域」も参照。

### 住山（すみやま）一帯

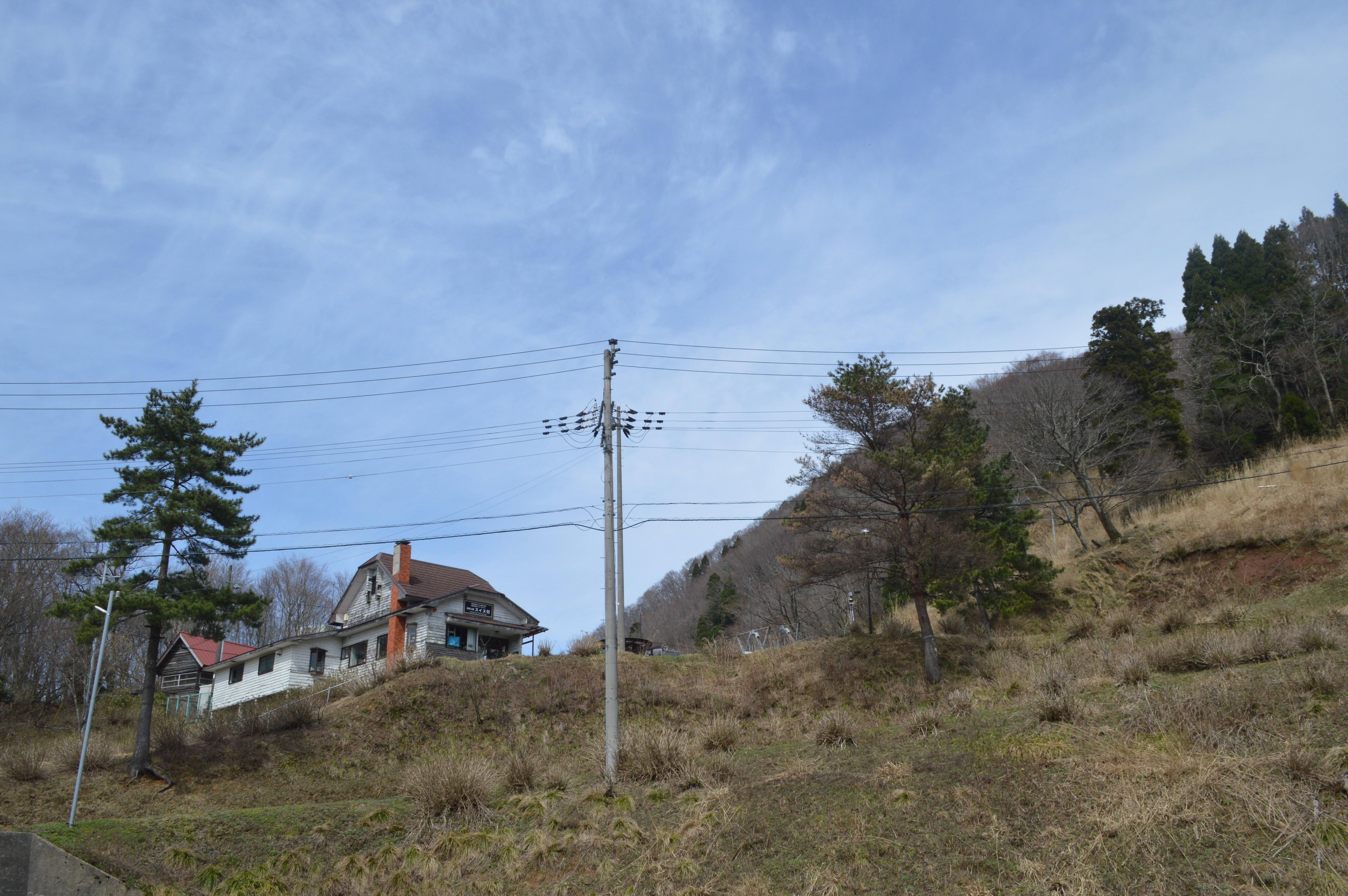
住山集落群の跡地にある京丹後森林公園スイス村の一画

弥栄町須川を流れる野間川の源流域に位置する住山地域には7つの小集落があり、それぞれが独立して太鼓山の山間部に点在し、道路整備や屋根の普請などを互いに支えあっていた。共同体によって整備された道路の代表的なものに須川隧道がある。1938年（昭和13年）当時の住山地域には22戸が居住し、その内15人は就学年齢にあったが小・中学校までの道は危険を伴うものだったので、その安全と、主産業であった薪炭の出荷の利便を図るために須川集落との間に掘削した。「住山」はこの一帯の7集落を総括する地域名であるとともに、7集落のうちの1集落を示す名称でもあるが、 昭和38年豪雪では約2ヵ月にわたり孤立し、この生活不安が主な理由で全戸離村した。「住山より9戸が離村」と野間老人会による記録書『ふるさと野間』に記録されるのは、この7集落あわせての記録と思われ、集団離村を報じた1963年（昭和38年）12月13日の朝日新聞では「9戸49人」「全戸離村」と伝える。京丹後市の調査によれば、かつて住山にあった7集落の戸数は14戸だったという。1955年（昭和30年）時点では、11戸50人が居住していた。
産業は稲作・畑作のほかは畜産・製炭がさかんで、棚田の半湿田の土地を利用して1戸あたり6～9反を耕作し、畑作では根菜類を中心に、1960年（昭和35年）～1961年（昭和36年）頃には高冷地キャベツの生産や福寿草の栽培も行い、焼き畑ではソバを育てた。畜産では丹後半島の特産品でもある宇川牛や丹後牛を育てて現金収入を得ていた。製炭は農閑期の主産業で、黒炭も焼いたが、主には白炭を焼いて、農協などに出荷した。
住山地域の土地は、離村の際には国が買い上げて国有林とし、弥栄町も山林や家屋の売却を援けて集団離村を実現させた。当時の弥栄町木橋区の区長が特に新たな土地や仕事の斡旋を行ったため、木橋には住山から5戸が移住し、これはその後丹後半島の各地で展開した集団離村の雛型となった。離村時に買い上げられ国有地となった土地の一部は、弥栄町に払い下げられて1978年（昭和53年）に森林公園スイス村となり、その中腹の駐車場前には2012年（平成24年）に「住山集落の跡」と刻む石碑が記念に建立された。

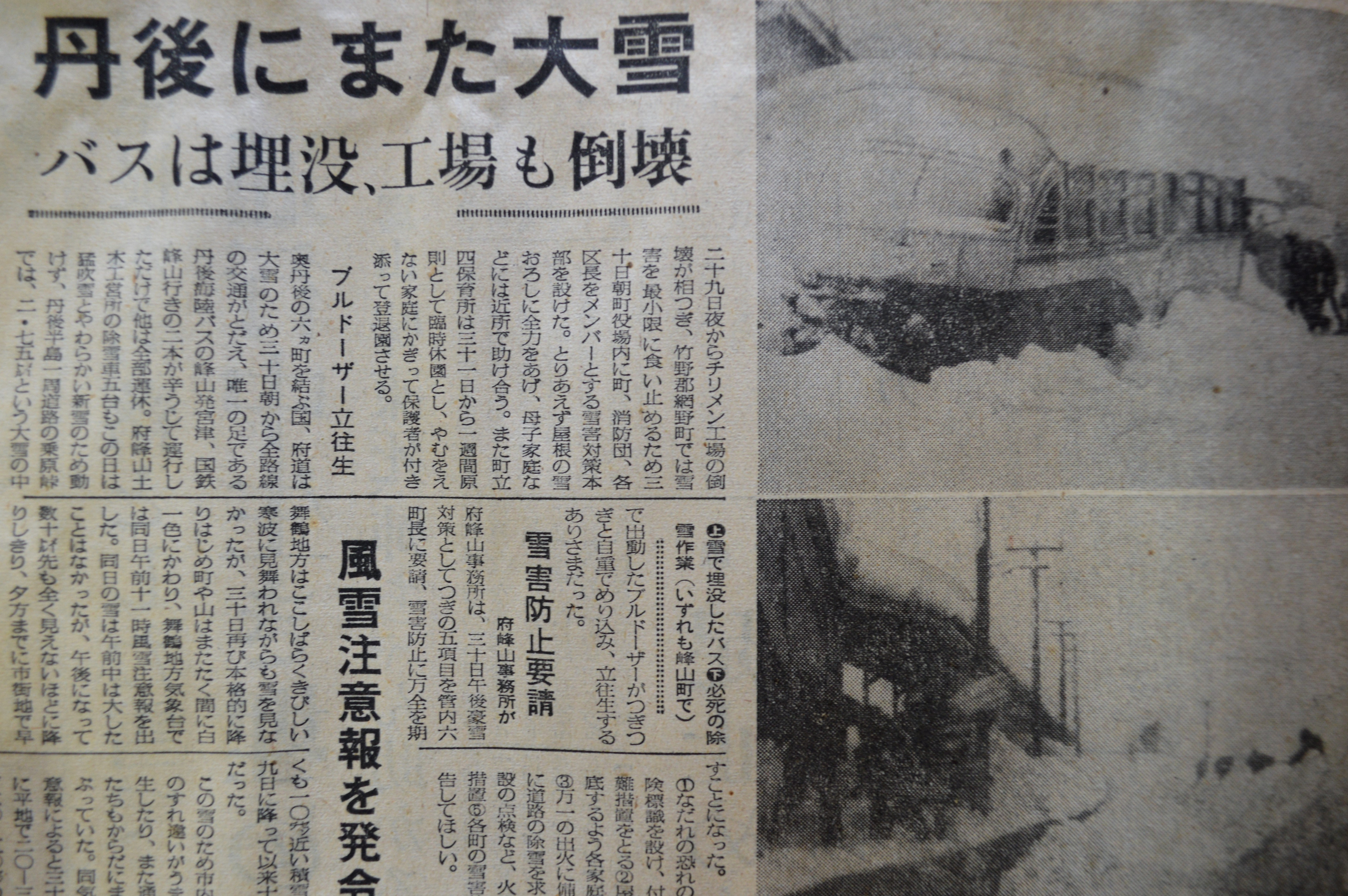
三八豪雪の被害を伝える当時の新聞

太鼓山中腹にある京丹後森林公園スイス村駐車場前に残る石碑「住山集落の跡」には、昭和38年豪雪をきっかけにこの山にあった7村のうち、住山・熊谷・尾崎・平家・茶園・黒川の6村からあわせて12戸が離村して廃村化した経緯が記されており、その集落の多くは21世紀現在には田畑や道が自然回帰している。集落の起源は、この碑文では「慶安3年3月頃」と記録する。隠岐の島出身で住山に居を構えた藤原彦六が、集団離村の時点で住山に4戸あった藤原一族の祖であるとされるが、その他の同族関係は定かではない。
なお、住山一帯は地理的には野間の南東部、須川集落を流れる支流の上流域に位置しており、かつては須川の村の領域に含まれた。大正期以降の記録では野中村に含まれ、21世紀初頭における住山集落跡地にある森林公園スイス村の所在地は弥栄町野中となっている。

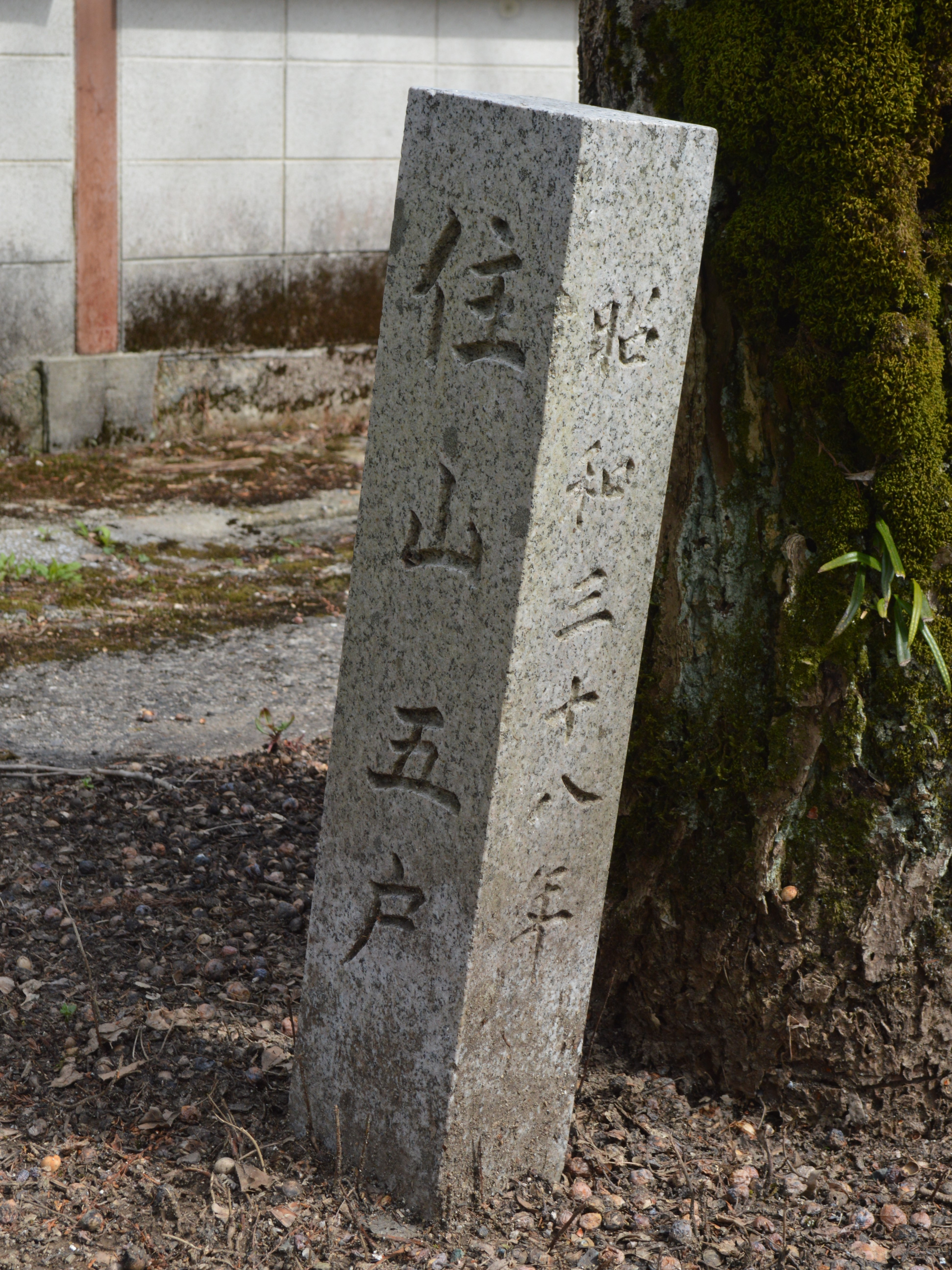
スイス村バンガローに残る住山集落の離村記念碑

各集落の詳細は次の通りである。
住山（すみやま）
集落の起源は、隠岐の島から移住した藤原彦六という人物の子孫が1650年（慶安3年）に太鼓山に居を構えたことに始まるとされる。太鼓山山系の太鼓山の中腹に位置し、戸数は1914年（大正3年）時点で5戸25人、1955年（昭和30年）時点で5戸28人だった。スイス村のバンガローには、この場所から離村した当時に建てられた「住山五戸」「昭和三十八年」の石柱が残る。5戸のうち4戸は藤原家で、1戸は谷口家だった。住山には丸山神社があり、住山集落と熊谷集落がこれを氏神として蔵王権現を祀っていたが、離村を機に弥栄町野中の中心地・野中地区にある大宮神社に合祀された。墓地だけは離村後も現地に残るが、菩提寺であった弥栄町野中の中津地区にある延命寺を檀家とする元住民は21世紀初頭には半減した。記録上では1965年（昭和40年）に廃村。
太鼓山（683.1メートル）の山頂に「住山池」がありカモ類が多く飛来することで知られる。
平家（へいけ）
三八豪雪 による生活不安がひきがねとなり、茶園・黒川・出合とあわせて8戸が離村したうちの、平村家1戸が平家に居住していた。1914年（大正3年）時点で１戸6人。1955年（昭和30年）時点でも1戸6人。1963年（昭和38年）に住人離村により廃村となった。
茶園（ちゃえん）
三八豪雪 による生活不安がひきがねとなり、平家・黒川・出合とあわせて8戸が離村したうち、黒川家2戸が茶園に居住していた。1914年（大正3年）時点で2戸6人。1955年（昭和30年）時点で2戸9人。1963年（昭和38年）に住人離村により廃村となった。
熊谷（くまたに）
明治初年頃の作成と推定されている「野間村耕地絵図」には記載のある集落だったが、三八豪雪を機に廃村となった経緯が住山集落跡の石碑に記されている。この時点で熊谷に居住していた戸数は藤原家1戸だった。1914年（大正3年）時点で１戸9人。1955年（昭和30年）時点で1戸6人。三八豪雪の前年（昭和37年）、住山一帯は国有林化による大規模産業団地とするべく国と町により土地買い上げの計画が進んでおり、熊谷の1戸は豪雪に先立ち離村していたが、2012年（平成24年）に建立された「住山集落の跡」では他の集落とともに豪雪を契機に離村したものを記されている。
黒川（くろかわ）
三八豪雪を機に廃村となった経緯が、住山集落跡の石碑に記されている集落のひとつ。1914年（大正3年）時点で2戸15人。1955年（昭和30年）時点で谷口家2戸10人。文書記録によれば黒川・平家・茶園・出合の4集落あわせて8戸が離村したという。1970年（昭和45年）に廃村となった。
出合（であい）
三八豪雪 による生活不安がひきがねとなり、平家・茶園・黒川とあわせて8戸が離村したうち、出合家と黒川家という2戸が出合に居住していた。1914年（大正3年）時点で2戸8人。1955年（昭和30年）時点でも2戸8人。1965年（昭和40年）に廃村となった。
尾崎（おざき）
1914年（大正3年）時点で2戸12人。1955年（昭和30年）時点では2戸8人だった。最後は尾崎家1戸が居住していたが、1963年（昭和38年）に離村し、廃村となった。
集落跡に1682年（天和2年）刻銘の石仏地蔵が残り、平家の落ち武者供養のために後年に建てたものであると伝える。

### 弥栄町野中（のなか）の一帯

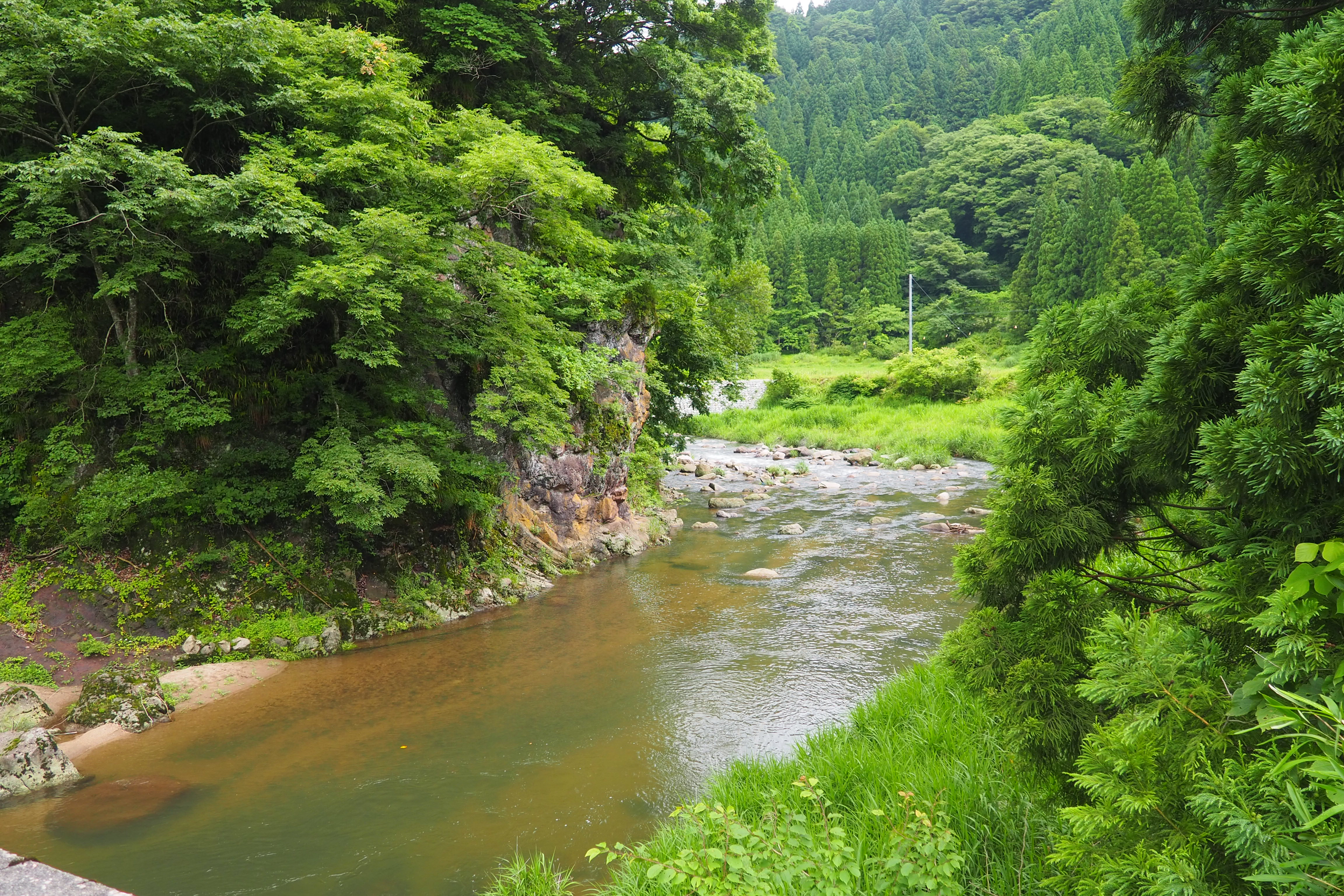
無住となった川久保を流れる野間川

弥栄町野中地域は弥栄町の北東部・野間のなかでは北部に位置し、 野間川の流域、野中集落を中心に21世紀初頭においては4つまたは5つの地区で構成される地域である。9割以上を山林が占める野間地域のなかで、比較的平野部が占める割合が高く、質の高いコメが生産されることで知られる。
横住
江戸時代には須川村の端郷であり、明治初年頃に字野中に統合されて消滅したが、野間の記録によると1914年（大正3年）時点で6戸29人が居住していた。
西村
明治初年頃に字野中に統合されて消滅した。戸数などの詳細は不明。
川久保
明治初年頃の作成と推定されている「野間村耕地絵図」には記載があり、丹後町と隣接する宇川流域の北東部に位置した。1914年（大正3年）時点で8戸45人、1955年（昭和30年）時点で8戸49人、1965年（昭和40年）時点で6戸35人、1970年（昭和45年）・1975年（昭和50年）時点で6戸17人、1980年（昭和55年）時点で2戸3人、1985年（昭和60年）時点で1戸1人。1990年（平成2年）には無住となっていた。
茶ヶ成
明治初年頃の字中津に統合されて消滅した。1914年（大正3年）にはすでに居住者の記録がない。

### 弥栄町須川（すがわ）の一帯

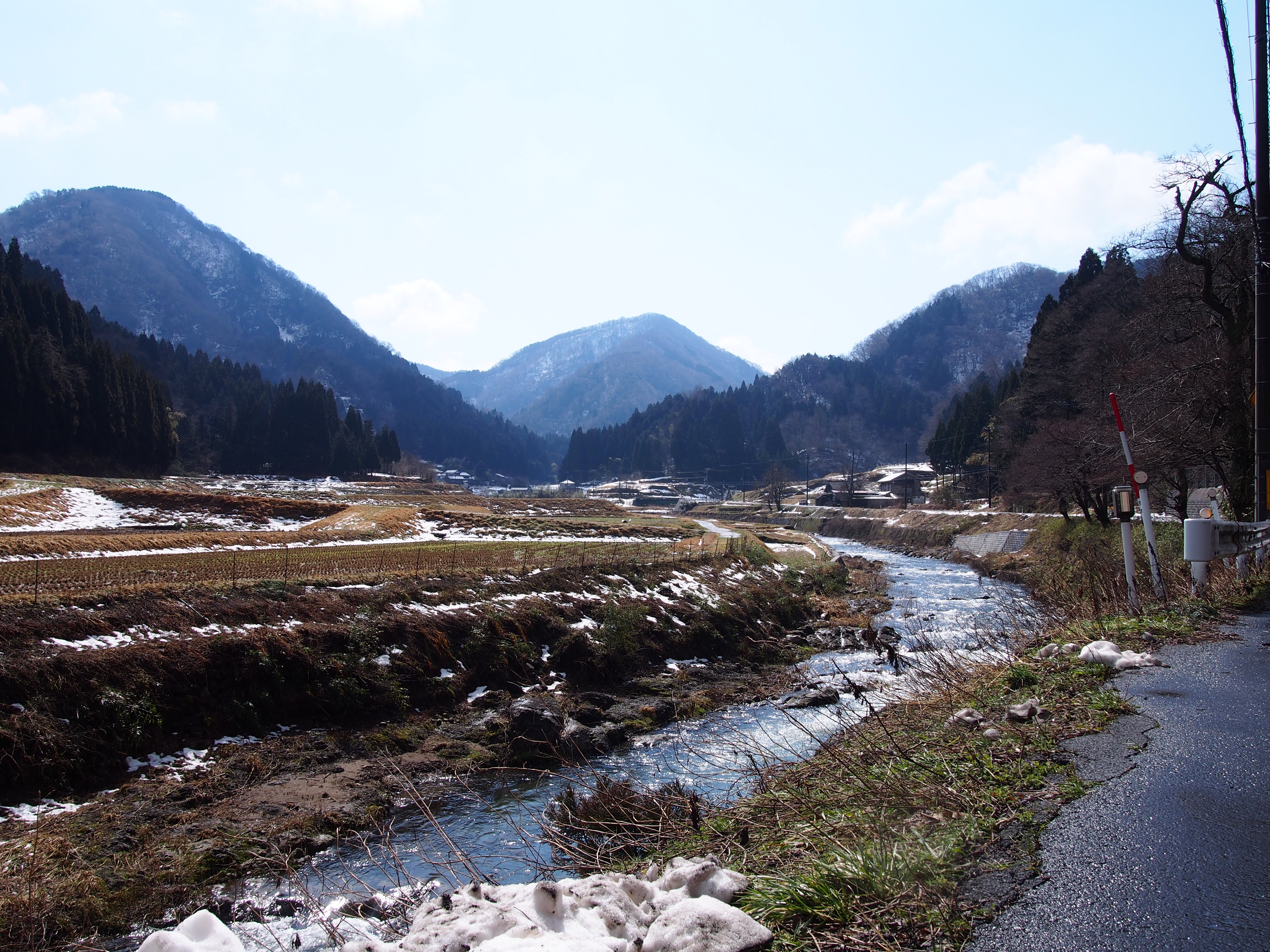
野間地域（野中から須川方面を眺める。）

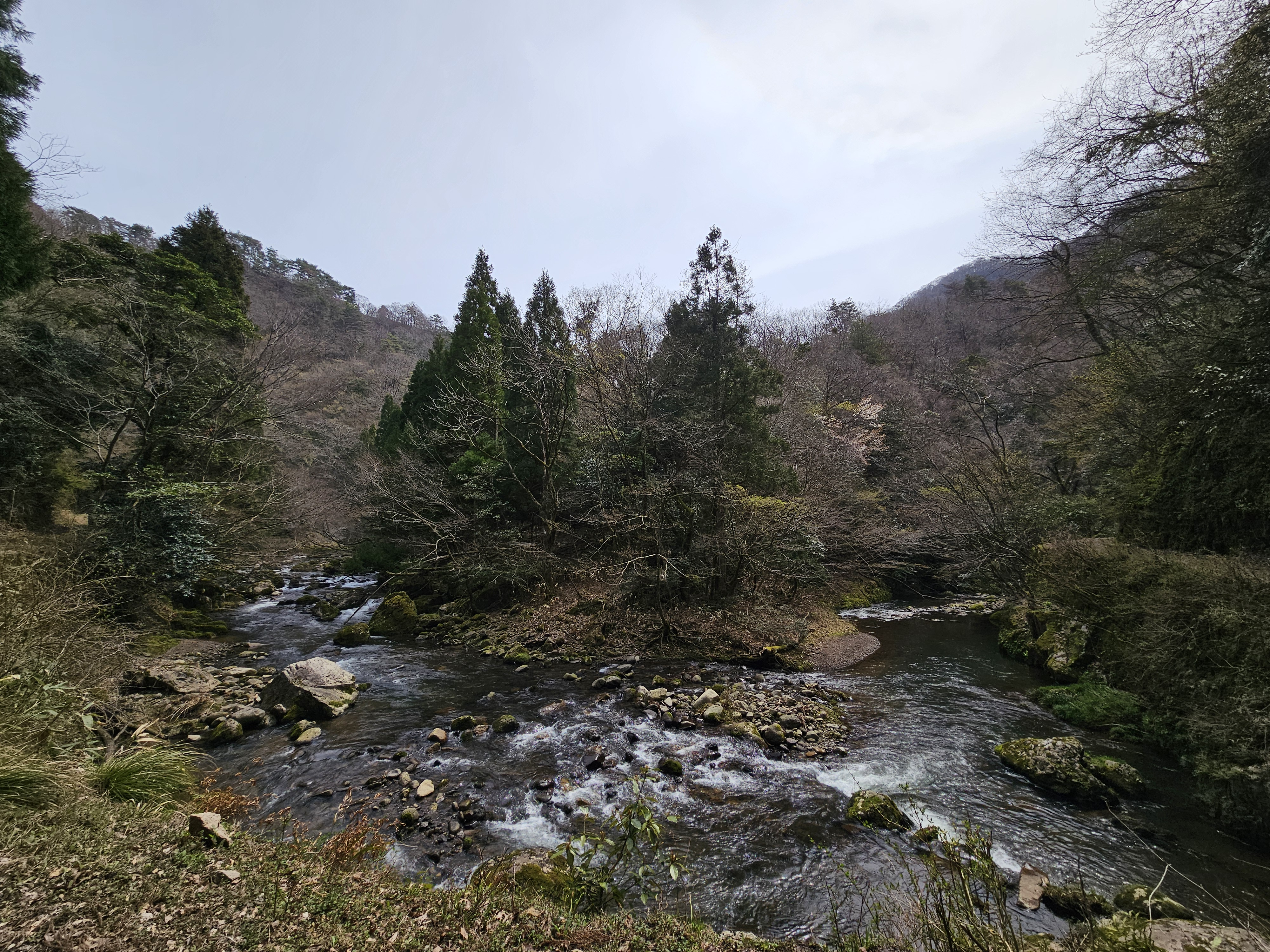
野間川の上流域のひとつ、須川渓谷

弥栄町須川は、弥栄町野中の南部及び東部に位置し、野間川に流れ込む6本の源流（大谷川、姥川、来見谷川、大谷川、須川、吉野川）の流域に展開する山林・谷間の地域である。21世紀現在は6つの地区で構成されるが、昭和前期までは1戸～数戸の小集落が特に多く山中に点在していた。これらの小集落は昭和38年の豪雪が主な離村理由となって、1978年（昭和53年）にはすべて無住化した。
三船（三舟、味舟、みふね）
味土野の枝郷で、南東部の山間に位置していた。古来、木地師が住み、茶スリ鉢を生産していた。1914年（大正3年）時点で3戸21人が居住し、1955年（昭和30年）3月の弥栄町移行後に転出した際の戸数も3戸だった。1959年（昭和34年）には廃村となった。
小杦（小杉、こすぎ)
味土野の枝郷。南東部の山間に位置していた。三船同様に木地師が住み、茶すり鉢を生産していた。1914年（大正3年）時点で9戸51人、1955年（昭和30年）時点で7戸35人が居住していた。1963年（昭和38年）以降、三八豪雪 による生活不安がひきがねとなって8戸が離村し、1967年（昭和42年）に廃村。
滝脇（たきわき）
大正初年には廃村となり、戸数は3戸あったと記録されている。
白砂子
元の戸数・廃村年ともに一切の記録が無い集落。
鉢ヶ窪
元の戸数・廃村年ともに一切の記録が無い集落。

## 溝谷地域の離村・廃村

### 弥栄町等楽寺（とうらくじ）の一帯
等楽寺は弥栄町の南端に位置する地域で、地名の由来は全戸が檀家となっていた曹洞宗の寺院である太平山「等楽寺」 。地内を東北から西北方向に溝谷川が流れる周辺の湿田で稲作を行うほか、薪炭などの林業とキノコ・タケノコ類の採集を主な産業とした。
かつては本村の等楽寺集落を中心に、高原・岩野・畑・吉津・箕ヶ窪・芦谷・筬津・中尾引・六谷など少なくとも11の枝村があり、あわせて総戸数120戸ほどの村を形成していたが、2009年（平成21年）4月の京丹後市の調査時点で本郷の等楽寺集落と堀越集落のほかは全戸離村し、総戸数40戸となった。
高原
1967年（昭和42年）廃村。戸数は9戸だった。
岩野
1907年（明治40年）頃に廃村。戸数は2戸だった。
畑（はた）
1968年（昭和43年）廃村。戸数は4戸だった。
吉津（よしづ）
1969年（昭和44年）廃村。戸数は8戸だった。「延命地蔵」の別称を持つ「吉津の穴地蔵」が山中に祀られている。
箕ヶ窪（みいがくぼ）
1907年（明治40年）頃に廃村。戸数は5戸だった。
芦谷
1907年（明治40年）頃に廃村。戸数は3戸だった。
筬津（おさづ）
1907年（明治40年）頃に廃村。戸数は3戸だった。
二俣
1907年（明治40年）頃に廃村。戸数は1戸だった。
中尾引（なかおびき）
1955年（昭和30年）に廃村。戸数は5戸だった。
六谷（ろっこく）
1950年（昭和25年）に廃村。戸数は3戸だった。
表山（おもてやま）
弥栄町等楽寺の堀越集落の西部にあり、1959年（昭和34年）廃村。戸数は10戸だった。

## その他 記録のある弥栄町の廃村
奈具（なぐ）
弥栄町船木に鎮座する式内社・奈具神社の氏子村であったが、1443年（嘉吉3年）に洪水で全戸が流され廃村となった。戸数不明だが、住民は溝谷村・外村に移住したことにより奈具神社も一時溝谷神社に合祀された。羽衣天女伝承に起源をもつ古地。